# Lambda Pictoris
Lambda Pictoris (λ Pictoris, förkortat Lambda Pic, λ Pic) som är stjärnans Bayerbeteckning, är en ensam stjärna belägen i den västra delen av stjärnbilden Målaren. Den har en skenbar magnitud på 5,29 och är svagt synlig för blotta ögat där ljusföroreningar ej förekommer. Baserat på parallaxmätning inom Hipparcosuppdraget på ca 8,7 mas, beräknas den befinna sig på ett avstånd på ca 375 ljusår (ca 115 parsek) från solen. 

## Egenskaper
Lambda Pictoris är en orange till röd jättestjärna av spektralklass K0/1 III. Den har en massa som är ca 2,2 gånger större än solens massa, en radie som är ca 13 gånger större än solens och utsänder från dess fotosfär ca 112 gånger mera energi än solen vid en effektiv temperatur på ca 4 850 K.